# Regione di Analamanga
La regione di Analamanga è una regione della provincia di Antananarivo, nel Madagascar centrale.
Il capoluogo della regione è Antananarivo.
Ha una popolazione di 2 811 500 abitanti distribuita su una superficie di 16911 km².

## Geografia antropica

### Suddivisioni amministrative
La regione è suddivisa in 8 distretti:
- distretto di Ambohidratrimo
- distretto di Andramasina
- distretto di Anjozorobe
- distretto di Ankazobe
- distretto di Antananarivo Renivohitra
- distretto di Antananarivo Atsimondrano
- distretto di Antananarivo Avaradrano
- distretto di Manjakandriana